# Гічкок (Південна Дакота)
Гічкок (англ. Hitchcock) — місто (англ. town) в США, в окрузі Бідл штату Південна Дакота. Населення — 112 особи (2020).

## Географія
Гічкок розташований за координатами 44°37′46″ пн. ш. 98°24′30″ зх. д. / 44.62944° пн. ш. 98.40833° зх. д. (44.629367, -98.408206).  За даними Бюро перепису населення США в 2010 році місто мало площу 0,71 км², уся площа — суходіл.

## Демографія
Згідно з переписом 2010 року, у місті мешкала 91 особа в 43 домогосподарствах у складі 30 родин. Густота населення становила 129 осіб/км².  Було 58 помешкань (82/км²).
Расовий склад населення:
| - 93,4 % — білих - 1,1 % — корінних американців - 1,1 % — чорних або афроамериканців - 1,1 % — азіатів |

До двох чи більше рас належало 3,3 %. Частка іспаномовних становила 1,1 % від усіх жителів.
За віковим діапазоном населення розподілялося таким чином: 22,0 % — особи молодші 18 років, 60,4 % — особи у віці 18—64 років, 17,6 % — особи у віці 65 років та старші. Медіана віку мешканця становила 47,5 року. На 100 осіб жіночої статі у місті припадало 139,5 чоловіків;  на 100 жінок у віці від 18 років та старших — 144,8 чоловіків також старших 18 років.
Середній дохід на одне домашнє господарство  становив 48 319 доларів США (медіана — 44 063), а середній дохід на одну сім'ю — 52 907 доларів (медіана — 45 000). За межею бідності перебувало 8,4 % осіб, у тому числі 9,1 % дітей у віці до 18 років та 5,6 % осіб у віці 65 років та старших.
Цивільне працевлаштоване населення становило 57 осіб. Основні галузі зайнятості: роздрібна торгівля — 24,6 %, освіта, охорона здоров'я та соціальна допомога — 17,5 %, виробництво — 10,5 %, сільське господарство, лісництво, риболовля — 10,5 %.